# Juan Aberle
Pour les articles homonymes, voir Aberle.
Œuvres principales
Hymne national du Salvador
Giovanni Enrico Aberle Sforza, plus connu comme Juan Aberle, (Naples, Italie, 11 décembre 1846 - San Salvador, Salvador, 28 février 1930) est un chef d'orchestre et un compositeur italien qui a fait du Salvador sa seconde patrie. Juan Aberle a composé la musique originale de l'hymne national du Salvador.

## Biographie
Juan Aberle est né à Naples en 1846. À 11 ans, poussé par son amour de la musique, il s'est inscrit au  Conservatoire de Naples, contre la volonté de ses parents, Heinrich Aberle et Angela Sforza. Là il a acquis ses connaissances sur la musique. 
Par la suite, il a trouvé à New York, États-Unis, un poste public de Directeur de l'Opéra pour une durée de cinq ans.
Ensuite, il a effectué une tournée artistique dans les pays de l'Amérique latine. À son passage par la cité de Guatemala, capitale de la république portant le même nom, il a dirigé le Conservatoire de Musique en 1879. Puis il est allé au Salvador et a mis en place l'École de Musique. Il a épousé Gertrudis Pérez Cáceres, avec qui il a eu 5 enfants, Juan Enrique, Humberto, Virginia, Miguel Ángel et Ricardo Wagner.
En raison de ses mérites, l'État l'a nommé Directeur de la «Banda de los Altos Poderes», en remplacement de l'allemand Carlos Malhamann, appelé par la Première Guerre mondiale. L'âge avançant, il a abandonné sa charge publique en 1922. Son décès est survenu le 28 février 1930.

## Œuvre
Son instrument préféré était le piano. Il a composé une abondante musique de chambre et a fait des transpositions pour le piano de passages d'opéra. Sa Marche Morazán a été déclarée marche nationale le 1er mai 1882. Il est l'auteur de deux opéras, dont "Ivanhoe". Il a également écrit  un "Tratado de Armonía, Contrapunto y Fuga".

## Histoire de l'Hymne National du Salvador
Les auteurs des paroles et de la musique en 1879, n'ont reçu aucune rétribution de l'État. Ce n'est que 23 ans plus tard, en 1902, le président de la République étant le général Tomás Regalado, que l'Assemblée législative du Salvador a accordé une médaille en or, à chacun d'eux. C'est alors que le chef de l'État a remis à Juan Aberle sa médaille en sa qualité d'auteur de la musique de l'Hymne National.

## Sources
- (es) Cet article est partiellement ou en totalité issu de l’article de Wikipédia en espagnol intitulé « Juan Aberle » (voir la liste des auteurs).